# Всеобщие выборы в Малави (1994)
Всеобщие выборы в Малави прошли 17 мая 1994 года. Они стали первыми многопартийными выборами в стране после референдума 1993 года и восстановления демократии со времени объявления независимости в ходе выборов 1964 года. На выборах избирались президент и депутаты Национального собрания. Кандидат от Объединённого демократического фронта Бакили Мулузи был избран президентом, одержав победу над бывшим «пожизненным» президентом Хастингсом Банда, а Объединённый демократический фронт одержал победу на парламентских выборах, завершив 30-летнее правление Партии Конгресса.
На выборах в Национальное собрание участвовало 8 партий, которые выставили 600 кандидатов на 177 мест парламента, 13 кандидатов баллотировались как независимые. Объединённый демократический фронт получил 88 мест, а Партия Конгресса — 56 мест. Результаты в 2 округах, в которых победу одержали кандидаты от Партии Конгресса Банда были аннулированы из-за нарушений. Явка составила 79,6 %.

## Результаты

### Президентские выборы
| Candidate                            | Candidate                            | Party                                | Votes     | %     |
| ------------------------------------ | ------------------------------------ | ------------------------------------ | --------- | ----- |
|                                      | Бакили Мулузи                        | Объединённый демократический фронт   | 1 404 754 | 47,15 |
|                                      | Хастингс Банда                       | Партия Конгресса Малави              | 996 353   | 33,44 |
|                                      | Чакуфва Чихана                       | Альянс за демократию                 | 562 862   | 18,89 |
|                                      | Камлепо Калуа                        | Демократическая партия Малави        | 15 624    | 0,52  |
| Недействительных/пустых бюллетеней   | Недействительных/пустых бюллетеней   | Недействительных/пустых бюллетеней   | 61 780    | -     |
| Всего                                | Всего                                | Всего                                | 3 041 373 | 100   |
| Зарегистрированных избирателей/ Явка | Зарегистрированных избирателей/ Явка | Зарегистрированных избирателей/ Явка | 3 775 256 | 80,56 |
| Источник: African Elections Database |                                      |                                      |           |       |

### Парламентские выборы
|                                      |                                                 |           |       |       |       |  |  |  |  |
| Партия                               | Партия                                          | Голоса    | %     | Места | +/-   |  |  |  |  |
|                                      | Объединённый демократический фронт              | 1 375 878 | 46,53 | 85    | Новая |  |  |  |  |
|                                      | Партия Конгресса Малави                         | 996 047   | 33,68 | 56    | -85   |  |  |  |  |
|                                      | Альянс за демократию                            | 563 417   | 19,05 | 36    | Новая |  |  |  |  |
|                                      | Объединённый фронт за многопартийную демократию | 9 859     | 0,3   | 0     | Новая |  |  |  |  |
|                                      | Демократическая партия Малави                   | 6 980     | 0,2   | 0     | Новая |  |  |  |  |
|                                      | Национальная демократическая партия Малави      | 2 913     | 0,1   | 0     | Новая |  |  |  |  |
|                                      | Конгресс за Вторую республику                   | 2 118     | 0,1   | 0     | Новая |  |  |  |  |
|                                      | Демократический союз Малави                     | 323       | 0,0   | 0     | Новая |  |  |  |  |
|                                      | Независимые                                     | 6 159     | 0,2   | 0     | Новая |  |  |  |  |
| Недействительных/пустых бюллетеней   | Недействительных/пустых бюллетеней              | 70 550    | -     | -     | -     |  |  |  |  |
| Всего                                | Всего                                           | 3,004,835 | 100   | 177   | +36   |  |  |  |  |
| Зарегистрированных избирателей/ Явка | Зарегистрированных избирателей/ Явка            | 3 775 256 | 79,6  | -     | -     |  |  |  |  |
| Источник: Nohlen et al.              |                                                 |           |       |       |       |  |  |  |  |

## Последствия
После выборов 25 мая Мулузи сформировал кабинет министров из 25 членов, включая членов Национальной демократической партии Малави и Объединённого фронта за многопартийную демократию, оставив 3 вакантных места в надежде на то, что Альянс за демократию также войдёт в коалиционное правительство.